# Streptocarpus rimicola
Streptocarpus rimicola är en tvåhjärtbladig växtart som beskrevs av Story. Streptocarpus rimicola ingår i släktet Streptocarpus och familjen Gesneriaceae. Inga underarter finns listade i Catalogue of Life.